# Naše obzorje
Naše obzorje je razprava slovenskega pisatelja in literarnega zgodovinarja Frana Celestina, objavljena v Ljubljanskem zvonu leta 1883. V njej je avtor ocenil slovenske realiste (Simon Jenko, Josip Jurčič, Fran Levstik, Josip Stritar) in po zgledu V. B. Belinskega razvil program socialnokritičnega realizma. V razpravi oceni slovensko književnost kot zaostalo, zato spodbuja k pisanju naprednih del, ki bi prikazovala družbeno življenje skozi zgodovino in spodbujala k solidarnosti in pravičnosti. 

## Odlomki
"V borbi za ideje in njihovo uresničenje je življenje. Mi Slovenci igramo tu seveda majhno vlogo: mi ideje v obče le vzprejemljemo ter si jih osvajamo, kakor znamo in morem. Premajni smo, da bi ideje dajali kot narod. Posamezniki so se sicer poskušali tudi tu in nismo ravno brez mož, ki so imel svoje misli. Sploh pa je naš zgodovinski razvitek bil že od davna navezan na druge. NE moremo se sicer s tem ponašati, posebnega narodnega ponosa ali celo šovinizma nam to buditi ne more, pa borba za obstanek nas je vsaj naučila, da vobče precej trezno mislimo, in ljudstvo pač še bolj kot inteligenca.Saj ljudstva fraza ne more zanetiti na dolgo, ono se drži le bolj žive potrebe. Seveda večkrat manjšine govore v imenu vsega naroda in celo tako, da se sam narod ali večina dasta zapeljati in mislita, da so nazori manjšine res narodni."
"Malodušni ljudje radi govore, da bi kritika škodila, ker bi odkrivala naše slabosti. Jaz mislim, da nikogar ne varamo, če prikrivamo slabosti, saj jih vendar vidimo samo, še bolj pa nam jih potem drugi očitajo, če smo morda sami - kratkovidni in ne vidimo pota k boljšemu. Zdrava kritika se ne boji torej ne preteklosti ne sedanjosti, temveč sodi ves dozdanji razvitek pa tudi ideale bodočnosti."